# Wilhelm Kobelt
Wilhelm Kobelt (Alsfeld, 20 de fevereiro de 1840 – 26 de março de 1916) foi um zoólogo alemão, especialista em malacologia.
Kobelt foi curador do Museu de História Natural Senckenberg em Frankfurt am Main.
Diversas espécies de moluscos contém seu nome, incluindo Fusinus kobelti, Turritriton kobelti e Hyalinia kobelti.

## Publicações selecionadas
- Archiv für Molluskenkunde, 1868
- Jahrbücher der Deutschen Malakozoologischen Gesellschaft, 1874
- Illustrirtes conchylienbuch, 1876
- Reiseerinnerungen aus Algerien und Tunis, 1885
- Prodromus faunae molluscorum testaceorum maria europaea inhabitantium, 1886.
- Studien zur Zoogeographie, 1897
- Cyclophoridae, 1902
- Die Verbreitung der Tierwelt : gemässigte Zone, 1902.[1]
- Kobelt W. (1909). "Die Gattung Paludina Lam. (Vivipara Montfort) (Neue Folge). In Abbildungen nach der Natur mit Beschreibungen". Systematisches Conchylien-Cabinet von Martini und Chemnitz, Nürnberg, 1(21a): pp. 97-430, plates 15-77.